# Krušedol Prnjavor
Krušedol Prnjavor (cyr. Крушедол Прњавор) – wieś w Serbii, w Wojwodinie, w okręgu sremskim, w gminie Irig. W 2011 roku liczyła 234 mieszkańców.